# Сильверия, Дэвид
Дэвид Рэндал Сильверия (англ. David Randall Silveria; род. 21 сентября 1972, Сан-Леандро, Калифорния) — барабанщик, более известный как бывший участник группы Korn, с 1993 до ухода из группы в 2006 году. В январе 2012 года Сильверия объявил, что он стал барабанщиком Infinika, таким образом завершив свой пятилетний перерыв в музыкальной индустрии. Данная группа распалась в 2015 году. C 2018 года Сильверия являлся барабанщиком группы Breaking in a Sequence (B. I. A. S), однако в 2022 покинул её, чтобы «проводить больше времени со своей семьёй».

## Биография
Дэвид рос в Бейкерсфилде и начал играть на ударных, когда ему было девять лет. В 13 лет он узнал, что местная группа L.A.P.D. (состоявшая из Брайна Уэлча, Джеймса Шаффера и Реджинальда Арвизу) ищет барабанщика. После прослушивания Дэвид был принят в группу, но потребовалось разрешение его матери. Когда Джонатан Дэвис присоединился к группе, они сменили название группы на KoЯn и Уэлч, Шаффер и Арвизу взяли себе псевдонимы, но ни один из придуманных псевдонимов для Джонатана и Дэвида не прижился, и оставшиеся члены группы их так и называли: по именам.
Сильверия женился на Шеннон Беллино в 1997 году. Вскоре, в 2002 году, развёлся с ней. У него два ребёнка — Дэвид-младший и София Аврора. Дэвид Сильверия позже поженился с Викторией Сильверия.
Дэвид перенес хирургическую операцию, в результате которой у него было удалено одно ребро, вызвавшее проблемы с левой рукой. Его запястье вышло из строя в Фарго во время песни «It’s Gonna Go Away». Остаток турне Дэвид был вынужден провести в стороне от ударной установки. Его подменил Майк Бордин (Faith No More). Сильверия вернулся в строй во время записи Untouchables (Его собственное объяснение произошедшего: «Я ударил чертовски сильно»).
В конце 2006 года, когда Korn начали экспериментировать с акустическими выступлениями, Дэвид Сильверия взял отпуск, чтобы заслуженно отдохнуть и сосредоточиться на его сети бифштексных ресторанов Tuna Town и Silvera's Steakhouse & Lounge. Брукс Вакерман и Терри Боззио взяли на себя исполнение обязанностей барабанщика группы на 8-м студийном альбоме Korn, а Джои Джордисон из Slipknot во время весеннего турне по Европе и летнего Family Values Tour в 2007.

## Оборудование
Ниже перечислены барабаны и снаряжение, используемое Дэвидом в период его пребывания в Korn:

### Набор для турне
- Tama Starclassic Maple Custom Drums & Paiste Signature Cymbals:

Tama Drums — Black
- 20x18" Bass Drum
- 14x6.5" Signature Snare Drum
- 10x5.5" Rack Tom
- 12x6.5" Rack Tom
- 15x15" Floor Tom
- 16x16" Floor Tom
- 20x16" Gong Bass Drum
- 8" Signature Splash
- 10" Signature Splash
- 15" Signature Heavy Hi-Hat (custom)
- 18" Signature Power Crash
- 20" Signature Power Crash
- 20" Signature Power Ride
- 18" Signature Heavy China
- 13" Signature Exotic/Percussion Mega Cup Chime

### Снаряжение
- Iron Cobra Flexi Glide Twin Pedal
- Iron Cobra Lever Glide Hi-Hat Stand
- Custom chrome Tama rack including the footboards, clamps, memory locks, and star-cast mounting system
- Remo Drum Heads
- Pete Englehart Ribbon Crasher Percussion
- D Drum Triggers and Roland Pads
- Vater David Silveria’s Korn DSK Tour sticks
- Custom TAMA ROC 'N Throne

## Дискография

#### L.A.P.D.
- Love and Peace, Dude EP (1989)
- Who’s Laughing Now (1991)
- L.A.P.D. (1996)

#### Korn
- Korn (1994)
- Life Is Peachy (1996)
- Follow the Leader (1998)
- Issues (1999)
- Untouchables (2002)
- Take a Look in the Mirror (2003)
- See You on the Other Side (2005)

#### Infinika
- Echoes and Traces (2014)

#### Breaking in a Sequence
- Acronym EP (2021)